# Mistretta
Mistretta ist eine Stadt der Metropolitanstadt Messina in der Region Sizilien in Italien mit 4308 Einwohnern (Stand 31. Dezember 2023).

## Lage und Daten

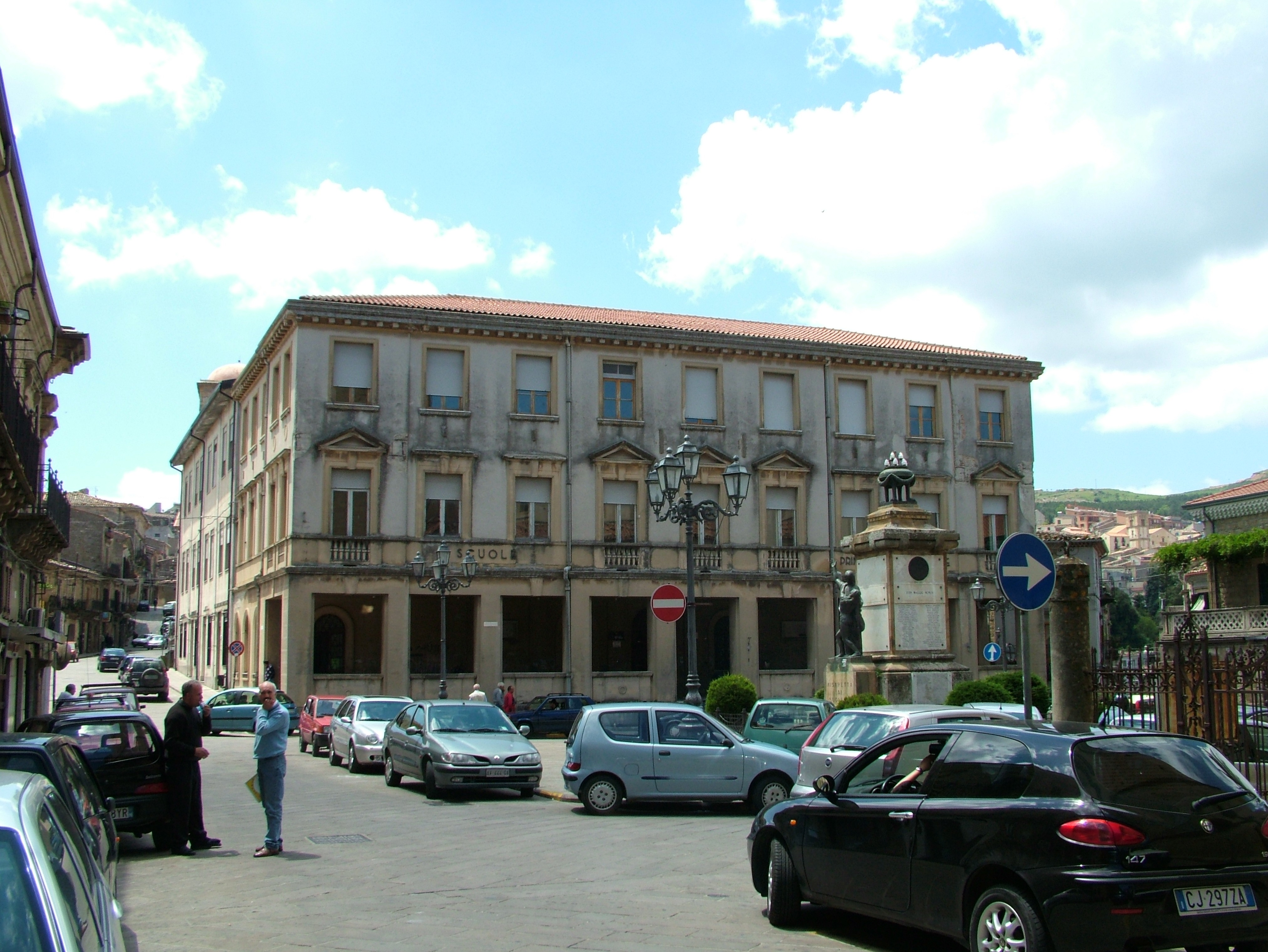
Die Schule

Mistretta liegt 144 km westlich von Messina. Die Einwohner arbeiten hauptsächlich in der Landwirtschaft, Viehzucht und im Handwerk.
Die Nachbargemeinden sind Capizzi, Caronia, Castel di Lucio, Cerami (EN), Nicosia (EN), Pettineo, Reitano und Santo Stefano di Camastra.

## Geschichte
Der Ort hatte in der Antike den Namen Amestratus. Im Mittelalter entwickelte sich die Stadt. 1101 wurde die Stadt zur Grafschaft erklärt.

## Sehenswürdigkeiten
- Kirche San Giovanni an der Piazza dei Vespri, erbaut im Jahre 1534
- Pfarrkirche mit einem Portal aus dem Jahre 1494, im Inneren eine Statue der Heiligen Luzia
- Santa Caterina mit einem Glockenturm

## Veranstaltung
Am 8. September jeden Jahres findet eine Prozession mit zwei riesigen Kriegern zur Ehre der Madonna statt.

## Söhne der Stadt
- Ernesto Almirante (1877–1964), Schauspieler
- Raffaele Cantarella (1898–1977), Gräzist und Byzantinist
- Antonino Pagliaro (1898–1973), Iranist, Gräzist und Sprachphilosoph
- Vincenzo Tusa (1920–2009), Archäologe
- Vincenzo Modica (* 1971), Langstreckenläufer